# V-me
V-me é um canal de televisão pública norte-americano lançado pela empresa V-me Media. O canal é transmitido apenas no idioma espanhol sendo disponível 24 horas desde o dia 14 de Fevereiro de 1997, e está atualmente disponível para 24% das casas hispânicas dos Estados Unidos.
O primeiro empreendimento da trodução de mídia e da empresa de distribuição de V-me Media Inc., é uma parceria público-privada entre a WNET, uma emissora de televisão de pública educacional não comercial licenciada para Newark, Nova Jersey, e da empresa de investimentos Baeza Group, empresa de capital de risco da Syncom Funds e Grupo PRISA da Espanha, uma das maiores empresas do mundo em mídia na lingua espanhol e português. WNET é um parceiro minoritário no empreendimento com fins lucrativos.
Cerca de 40 do mercado dos Estados Unidos, o canal está disponível gratuitamente no ar, e no cabo básico, através de sua associação com a PBS e emissoras membros, tornando-a a quarta maior rede espanhola nos Estados Unidos. (apesar de ser descrito como "não-comercial" em alguns de seus materiais promocionais, o canal anúncios regulares e não apenas o tipo de pontos comuns de subscrição da PBS nos Estados Unidos). O canal é transmitido nacionalmente via satélite nos pacotes básicos da DirecTV e na Dish Network. Em algumas áreas, o V-me está disponível na Verizon FiOS e AT&T U-verso.
Entre as jornalistas que trabalham para o V-me durante os anos foram Jorge Gestoso, Juan Manuel Benitez e Luis Sarmiento.

## Programação
A rede transmite uma variedade de programação em espanhol:
- Latino focada conteúdo estilo de vida: saúde, pais, viagens, comida, casa, design, autoaperfeiçoamento e programas esportivos.
- Série de drama do horário nobre.
- Notícias e assuntos atuais, como Oppenheimer Presenta e Jorge Gestoso Investiga.
- Documentários sobre a natureza da BBC, National Geographic e PBS.
- Filmes latinos e minissérie de TV.
- Série de música original, como o Estudio Billboard.
- Artes semanais e especiais de cultura pop.
- Programas educacionais pré-escolares em espanhol (40 horas por semana), incluindo séries como Plaza Sésamo, LazyTown e Angelina Ballerina: The Next Steps.